# Pionertræ
Pionertræer er træarter, som er de første til at indtage et træløst område. De vil danne den første skov (pionerskoven) efter brand, jordskred, oversvømmelser, skovrydning eller andre økologiske katastrofer.
Pionertræerne er tilpasset den specielle, meget barske niche, der findes i et træløst landskab, og de har en række egenskaber fælles: stor vækstkraft, tidlig blomstring, kort levetid og ringe modstandskraft over for svampeangreb.

## Eksempler på pionertræer
- Vorte-Birk (Betula pendula)
- Almindelig Robinie (Robinia pseudoacacia)
- Grå-Pil (Salix cineria)
- Østamerikansk Hemlock (Tsuga canadensis)